# Territorio de Alaska
El Territorio de Alaska fue un territorio histórico organizado de los Estados Unidos de América que existió del 24 de agosto de 1912 hasta el 3 de enero de 1959, cuando fue admitido en la Unión como el estado de Alaska. El territorio fue creado como el Distrito de Alaska el 17 de mayo de 1884.

## Historia

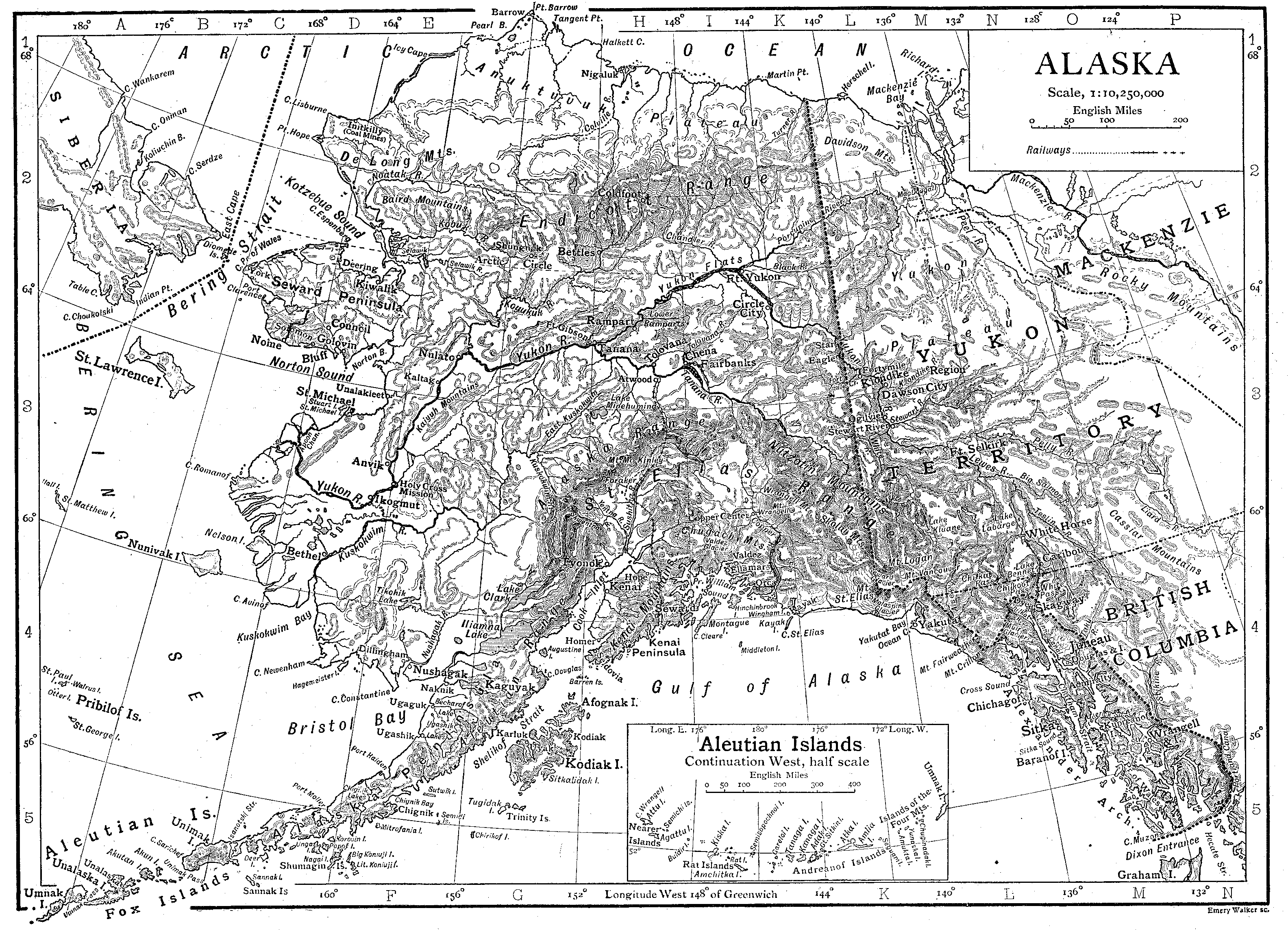
Alaska en 1911.

La Segunda Ley Orgánica de 1912 cambió el nombre del Distrito de Alaska por el de Territorio de Alaska. En 1916 su población era de aproximadamente de 58.000 habitantes. James Wickersham, un delegado al Congreso, introdujo el primer proyecto para obtener la condición de Estado de Alaska, pero fracasó debido a la falta de interés por parte de los habitantes del territorio. Incluso la visita del presidente Warren G. Harding en 1923 no pudo crear un gran interés en la condición de Estado. Una de las condiciones de la Segunda Ley Orgánica había dividido a Alaska en cuatro divisiones. La más poblada de las divisiones, cuya capital era Juneau, preguntó si podría llegar a ser un estado independiente de los otros tres. El control gubernamental era una preocupación primordial, con el territorio teniendo 52 agencias federales que lo regían.
En 1920 la aprobación de la Ley Jones requirió que se construyeran asentamientos de los Estados Unidos, propiedad de ciudadanos estadounidenses, y documentados bajo las leyes del país. Todas las mercancías que entraban o salían de Alaska tuvieron que ser transportados por las compañías estadounidenses y mandadas a Seattle antes de continuar con el envío, lo que convirtió a Alaska en un territorio dependiente del estado de Washington. La Corte Suprema de los Estados Unidos dictaminó que la disposición de la Constitución que proclamaba que un estado no debe prevalecer en el comercio de otro no se aplicaba en este caso porque Alaska era solo un territorio. Las empresas situadas en Seattle fueron acusadas de subir sus precios para tomar ventaja de la situación.[cita requerida]
La Gran Depresión causó que los precios del pescado y cobre, que eran vitales para la economía de Alaska en el momento, declinaran. Los salarios fueron retirados y la fuerza de trabajo disminuyó en más de la mitad. En 1935, el presidente Franklin D. Roosevelt pensó que las zonas agrícolas estadounidenses podrían ser transferidos al valle Matanuska-Susitna de Alaska para una nueva oportunidad de autosostenimiento agrícola. Los colonos eran en gran parte provenientes de los estados del norte, como Míchigan, Wisconsin y Minnesota bajo la creencia de que solo aquellos que crecieron con climas similares al de Alaska podrían vivir allí. La Asociación para el Mejoramiento Congo pidió al presidente trasladar 400 agricultores afroamericanos hacia Alaska, dijo que el territorio ofrecería plenos derechos políticos, pero los prejuicios raciales y la creencia de que solo los de los estados del norte serían colonos ideales causó que la propuesta fracasara.
La exploración y colonización de Alaska no habrían sido posibles sin el desarrollo de aviones, lo que permitió la llegada de colonos al interior del territorio, y el rápido transporte de personas y suministros. Sin embargo, debido a las condiciones climáticas desfavorables del territorio, y la alta proporción de pilotos-población, más de 1.700 sitios de estrellamiento de aviones se encuentran dispersos en todo su dominio. Numerosos estrellamientos también se remontan a los orígenes de la escalada militar durante la Segunda Guerra Mundial y la Guerra Fría.
La importancia estratégica de Alaska a los Estados Unidos se hizo más evidente durante la Segunda Guerra Mundial. Desde junio de 1942 hasta agosto de 1943, los japoneses trataron de invadir los Estados Unidos a través de la cadena de las islas Aleutianas, dando lugar a la Batalla de las Islas Aleutianas. Esto fue la primera vez, desde la guerra de 1812, que suelo americano fue ocupado por un enemigo extranjero. Los japoneses fueron finalmente expulsados de las islas Aleutianas por una fuerza de 34.000 soldados estadounidenses. Durante la primavera y el verano de 1945, Cold Bay en la península de Alaska se convirtió en la base para llevar a cabo el Proyecto Hula, el mayor y más ambicioso programa de transferencia de la Segunda Guerra Mundial, en el que Estados Unidos transfirió 149 buques y embarcaciones a la Unión Soviética y entrenó 12.000 efectivos soviéticos en su operación a la espera de que la Unión Soviética entrara en la guerra contra Japón. En cualquier momento dado, unos 1.500 efectivos estadounidense estaban en Cold Bay y Fort Randall durante el proyecto Hula.